# Little Ribston
Little Ribston – wieś w Anglii, w hrabstwie North Yorkshire, w dystrykcie (unitary authority) North Yorkshire. Leży 23 km na zachód od miasta York i 287 km na północ od Londynu.